# Elsker dig for evigt
Elsker dig for evigt (Brasil: Corações Livres ) é um filme dinamarquês de 2002, dirigido por Susanne Bier.

## Sinopse
Cæcilie (Sonja Richter) é pedida em casamento pelo seu namorado brincalhão, Joachim (Nikolaj Lie Kaas). Só que, logo em seguida, Joachim é atropelado por Marie (Paprika Steen) e acaba se tornando tetraplégico. Cæcilie sofre ao ser expulsa do quarto de hospital de Joachim e acaba se consolando nos braços do marido de Marie, Niels (Madds Mikkelsen), um médico que acaba se envolvendo e se apaixonando por Cæcilie, para desespero de Marie. 